# Epilobium cylindricum
Epilobium cylindricum är en dunörtsväxtart som beskrevs av David Don. Epilobium cylindricum ingår i släktet dunörter, och familjen dunörtsväxter. Inga underarter finns listade i Catalogue of Life.